# Ed Novick
Edward "Ed" Novick est un mixeur américain, ayant remporté en 2011 l'Oscar du meilleur mixage de son pour le film Inception.

## Biographie
Ed Novick fait ses études à la prestigieuse Horace Mann School (en), avant d'entrer à l'école de cinéma de l'Université de New York, sans toutefois en sortir diplômé.

## Filmographie (sélection)
- 1996 : The Crow, la cité des anges (The Crow: City of Angels) de Tim Pope
- 1997 : Le Mariage de mon meilleur ami (My Best Friend's Wedding) de Paul John Hogan
- 2001 : Mulholland Drive de David Lynch
- 2002 : Spider-Man de Sam Raimi
- 2008 : The Dark Knight : Le Chevalier noir (The Dark Knight) de Christopher Nolan
- 2010 : Inception de Christopher Nolan
- 2011 : Le Stratège (Moneyball) de Bennett Miller
- 2012 : L'Odyssée de Pi (Life of Pi) d'Ang Lee
- 2012 : The Dark Knight Rises de Christopher Nolan
- 2014 : The Amazing Spider-Man : Le Destin d'un héros (The Amazing Spider-Man 2) de Marc Webb
- 2015 : La Rage au ventre (Southpaw) d'Antoine Fuqua
- 2016 : Les Sept Mercenaires (The Magnificent Seven) d'Antoine Fuqua

## Distinctions

### Récompenses
- Oscars 2011 : Oscar du meilleur mixage de son pour Inception
- BAFTA 2011 : British Academy Film Award du meilleur son pour Inception

### Nominations
- Oscar du meilleur mixage de son
  - en 2003 pour Spider-Man
  - en 2009 pour The Dark Knight : Le Chevalier noir
  - en 2012 pour Le Stratège
- British Academy Film Award du meilleur son
  - en 2009 pour The Dark Knight : Le Chevalier noir